# Miskolc bombázása a második világháborúban
Miskolc 1944. június 2-i bombázása az egyik legsúlyosabb bombatámadás volt a második világháborúban, amely Magyarország legfontosabb vasúti csomópontjai ellen irányult.
1944 nyarára a világháború az ország keleti részét is elérte. Mindennaposak voltak a légiveszélyre figyelmeztető szirénázások, valóságossá vált a bombázások lehetősége, a front közeledtével Miskolcot több légitámadás is érte.

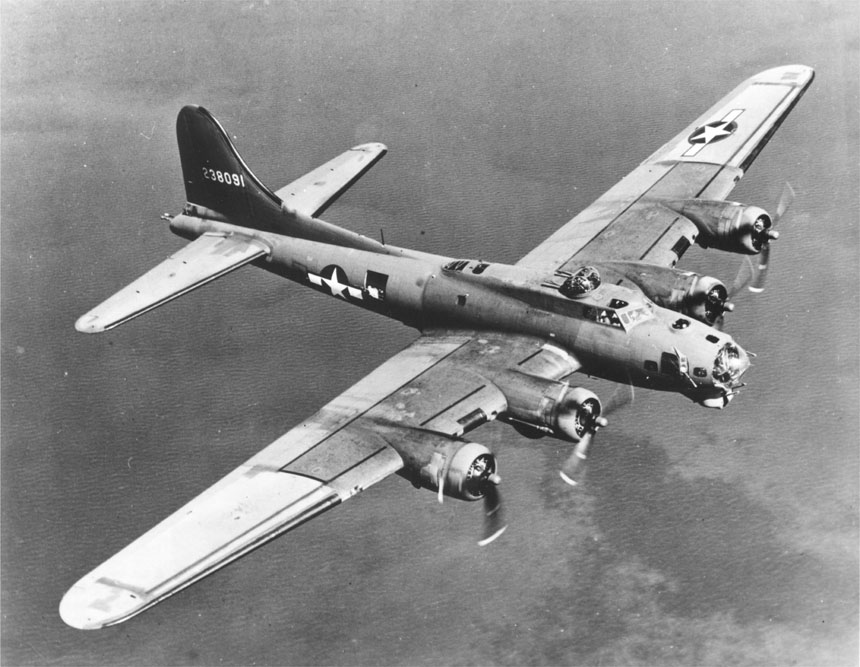
B–17 Flying Fortress

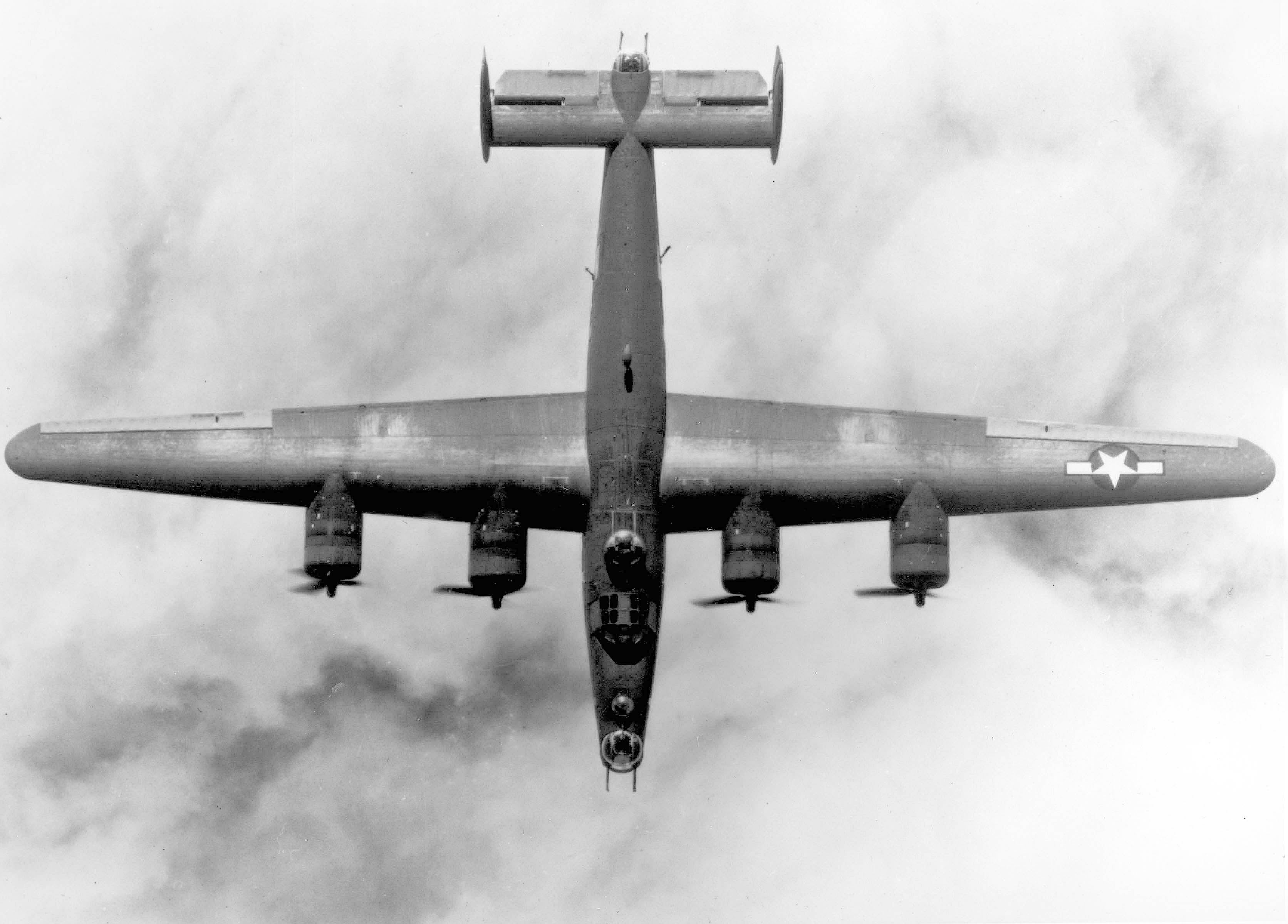
B–24 Liberator

## Légitámadás 1944. június 2-án
1944. június 2-án érte Miskolcot a legsúlyosabb bombatámadás, mely a „Frantic Joe” hadművelet keretében Magyarország egyik legfontosabb vasúti csomópontjai ellen irányult. Délelőtt 10 órakor 100  B–17 Flying Fortress és B–24 Liberator amerikai nehézbombázó támadt a városra. A szövetséges nagyhatalmak gépeit olasz támaszpontokról, Foggia környéki repülőterekről indították. Három hullámban, körülbelül 200 tonna robbanóanyagot (romboló-, illetve gyújtóbombát) dobtak le a Tiszai pályaudvartól a piactérig érő sávban. Az amerikai légierő gépei több hullámban bombázták a gyalogsági, a tüzérségi, a lovassági laktanyát, a Tiszai pályaudvart, a helyőrségi kórházat, a Búza téri vásárcsarnokot, a Szilágyi Diskant gépgyárat, és a Madarász Viktor utca lakóházait. A támadók jelentései szerint sem légvédelmi tűzzel, sem ellenséges vadászgépekkel nem találkoztak.

## Következmények
A bombázás következtében 420 ember megsebesült, 206-an meghaltak. Az áldozatok között sok volt a 14 éven aluli gyermek. A városban 160 lakóház omlott össze, 600 megrongálódott. Elpusztult a járványkórház és vásárcsarnok közel kétharmada, súlyos sérüléseket szenvedett az Erzsébet kórház. A Tiszai pályaudvar 20%-a sérült meg, a rendező pályaudvar épületei elpusztultak.
A bombatámadás áldozatait napokkal később a Tetemvári piactéren ravatalozták fel, s Borbély-Maczky Emil főispán búcsúztatta az áldozatokat. A gyászmise után a polgári áldozatokat a köztemetőbe, a katonákat a Hősök temetőjébe temették el.
A szövetséges légierő őszig még három alkalommal támadta Miskolcot. Augusztusban kétszer újból a pályaudvarok voltak a célpontok, míg 1944. szeptember 13-án Diósgyőrre is több száz bomba hullott, a támadás 44 áldozatot követelt.

## Az áldozatok emlékezete

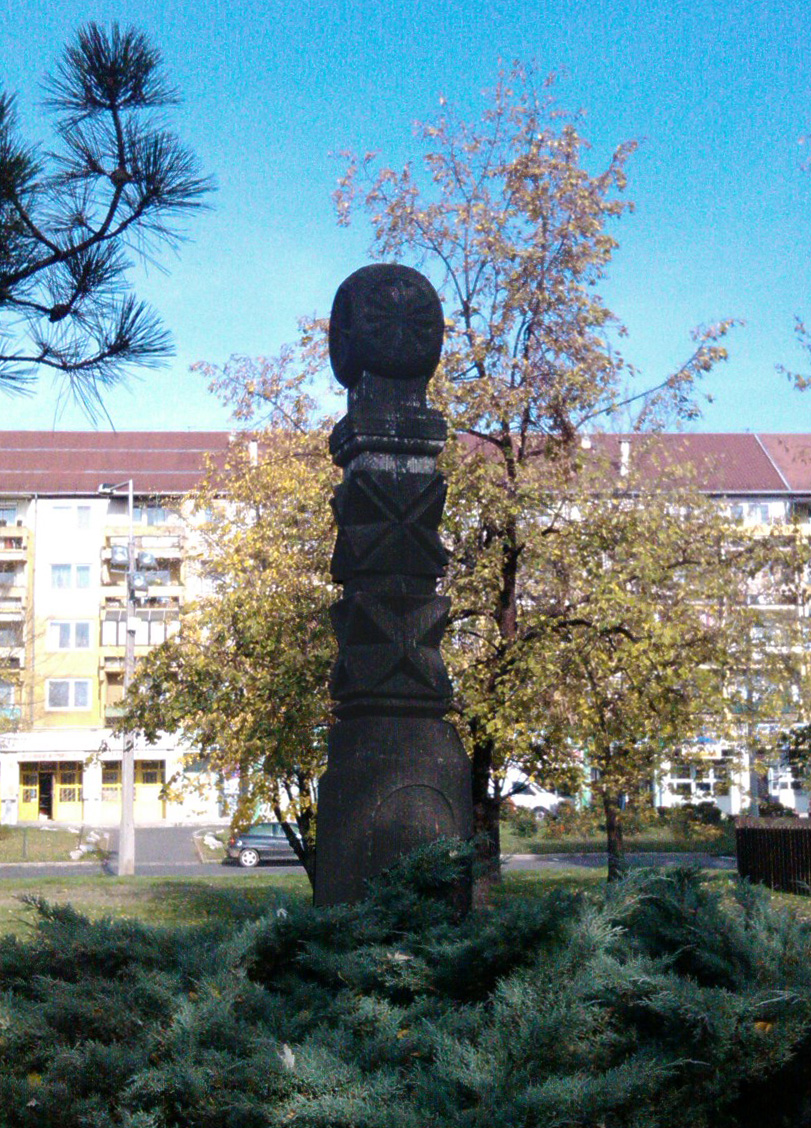
Emlékoszlop az 1944. évi bombázások áldozatainak emlékére

Miskolcon 1994-ben a bombázások áldozatainak tiszteletére kopjafát állított a Miskolci Polgári Védelmi Kirendeltség a Búza téri görögkatolikus templom mellett.